# Zaragoza–Canfranc-vasútvonal
A Zaragoza–Canfranc-vasútvonal egy 1668 mm-es nyomtávolságú, 187,7 km hosszú, részben 3 kV egyenárammal (Zaragoza és Tardienta között), részben 25 kV 50 Hz árammal (Tardienta és Huesca között) villamosított vasútvonal Spanyolországban, Aragóniában Zaragoza és Canfranc között. A vonal folytatása Franciaország felé már megszűnt, így jelenleg Canfranc a vonal végállomása. A canfranci pályaudvar egy történelmi nevezetesség.